# Joe Ralls
Joseph William Ralls (ur. 13 października 1993 w Aldershot) – angielski piłkarz występujący na pozycji pomocnika w Cardiff City.